# Kefraya
Kefraya (árabe: كفريا / ALA-LC: Kifrayā) é uma vila no distrito de Beqaa Ocidental do governadorado de Beqaa, na República do Líbano, a aproximadamente 7 quilômetros (4,3 milhas) a noroeste de Joub Jannine. A vila é o lar de uma população mista de sunitas e católicos gregos.
É conhecida por seus vinhedos e vinhos Château Kefraya. Château Kefraya é a segunda maior vinícola do Vale do Beqaa, com terras que se estendem por até 3.000 acres (12 km2) entre o sopé do Monte Barouk, 20 quilômetros (12 milhas) ao sul da cidade de Chtaura. Foi fundada em 1951 pelo seu proprietário, Michel de Bustros Bustros. As ações da família da vinícola são de propriedade do proeminente político Walid Jumblatt. Chateau Kefraya exporta vinhos para vários países da América, Europa, Oriente Médio, Ásia, Oceania e África.

## Arqueologia
Kefraya também foi o lar da cultura Qaraoun com uma indústria arqueológica neolítica pesada antes da Revolução Neolítica. Um grande sítio arqueológico foi descoberto na área ao longo de ambos os lados da estrada. Nódulos de sílex de boa qualidade foram encontrados entre conglomerados do Eoceno, onde um local de fábrica do Neolítico Pesado foi detectado com uma grande abundância de núcleos de Levallois, debitage e resíduos espalhados pela superfície do local. Um grande número de ferramentas de sílex foram coletadas por trabalhadores que incluíam uma variedade de raspadores em flocos, kinves, machados, enxós e uma lâmina de foice segmentada. O tipo de pederneira encontrado na área foi denominado pederneira Kefraya.